# The Messenger (ゲーム)
『The Messenger』（ザ・メッセンジャー）は、カナダのインディーゲームスタジオSabotage Studioが開発しDevolver Digitalより2018年8月30日に発売されたアクションゲーム。

## 概要
人類の生き残りが暮らす故郷を悪魔の軍勢により滅ぼされた主人公の忍者が、一族存亡の鍵を握る巻物を「氷河山」にいる三賢者のもとへ届けるという使者の任務を託され冒険を繰り広げる。
本作の内容は前半と後半で大きく転換し、前半は基本的に右方向へ進み続けるステージクリア型、後半は各所のポータルを通じたタイムトラベルで500年後の未来との間を行き来しながら前半ステージを拡張したエリア内を探索するメトロイドヴァニア形式になっている。また、通常の時代と未来の時代ではグラフィックとBGMの趣向が異なっており、通常の時代はファミリーコンピュータ（ファミコン）風の8ビットグラフィックと「FamiTracker」で制作したファミコン風のチップチューンで、未来の時代はスーパーファミコン風の16ビットグラフィックとスーパーファミコン相当の楽曲に切り替わる。
本作は、テクモが1988年より展開していた『忍者龍剣伝』シリーズに影響を受けており、壁に張り付くアクションや灯籠を切るとアイテムが出現する要素など類似点が随所にみられる。一方で、シリアスな作風の『忍者龍剣伝』とは異なり、本作にはコミカルなやり取りやメタフィクション的な台詞が盛り込まれている。
2019年7月11日には、南国の楽園「ブードゥキン島」を舞台とする無料DLC『The Messenger: Picnic Panic』（以下「Picnic Panic」と表記）が配信された。プレイするには本編を1度クリアする必要がある。
本作と世界観を共有しているゲーム作品『Sea of Stars』が2023年8月29日に発売された。ジャンルはアクションゲームではなくRPGとなっている。

## システム
主人公は初期状態で所持している刀で近接攻撃を行う。ジャンプ中に灯篭や敵などを攻撃すると空中で再びジャンプできる。また、各種アイテムや能力を店で店主からもらったり「時のかけら」（貨幣のように用いる破片）を支払って入手したりなどすることで新たなアクションが追加される。
主人公のライフが尽きたり穴に落ちたりして死亡すると悪魔の「クアブル」が現れ、最後にセーブされた地点からゲームが再開される。再開後にはクアブルが主人公に付きまとい、その間に主人公が取得した時のかけらを徴収し続ける。一定時間が経過するとクアブルは消え去るが、時のかけらの徴収量に応じて時間が短縮される。
ゲームクリア後に別のファイルで新たにゲームを開始する際には、通常モードのほかに「New Game+」モードが選択可能となる。このモードでは以前のファイルデータからアクション用アイテムや能力、イベントアイテムの一部を引き継いだ状態で開始でき、一方で敵からの攻撃の被ダメージとボスのライフが増加する。また、クアブルによる死亡時のペナルティの仕様が変更されており、通常は一定数の時のかけらをクアブルに徴収された後にセーブ地点から再開されるが、死亡時に時のかけらが不足しているとその場でゲームオーバーとなってファイルデータが初期化され最初からやり直すことになる。なお、「New Game+」モードの周回プレイを重ねるごとに、被ダメージやボスのライフ、クアブルが要求する時のかけらの数が増加していく。

## アイテム
アクションに関係するものを記載。
手鉤
壁に張り付いて上り下りすることができる。
気手裏剣
前方に手裏剣を投げて攻撃する。攻撃時には気力のゲージを消費する。店で時のかけらを消費して強化すると、手裏剣が敵を貫通するようになる。
凧布
空中を滑空でき、風が吹き上げる場所では上昇する。店で時のかけらを消費して強化すると、滑空中に下方向を攻撃できるようになる。
縄標
フック付きのロープを前方に発射し、吊り輪、灯篭、壁、敵にひっかけるとその場まで瞬時に移動できる。
疾風の足袋
水面や溶岩の上を走ることができる。立ち止まると効果が切れる。
風車手裏剣
投げるとヨーヨーのような挙動で手元に戻ってくる手裏剣。戻る際に主人公が避けると空中を飛び続ける。気手裏剣よりも飛距離が短いが、使用後に減少した気力のゲージが自然回復する。
各所にある「力の封印」を全て破壊することにより、店の中にある宝箱の中から入手できる。気手裏剣と風車手裏剣はいずれか一方のみ所持でき、店の宝箱の前で切り替える。

## 主なキャラクター

### メインキャラクター
主人公
人類の生き残りが暮らす隠れ里出身の忍者。名前は不明で、作中では単に「使者（Messenger）」などと呼ばれる。
退屈な日常に倦厭し離郷を考えていた矢先に悪魔軍首領の悪魔王と配下のバラマセーゼルの襲撃を受けて里が壊滅するが、直後に現れた「西の英雄（Western Hero）」から巻物を託され、三賢者がいる「氷河山」へ旅立つことになる。
クアブル (Quarble)
主人公に同行する悪魔。普段はほとんど姿を見せないが、主人公の死亡直後に現れて死ぬ前の状況まで時を戻し、主人公（とプレイヤー）に対して煽るような言葉を発する。
なお、死亡直後のシーンではたまにクアブルの同僚のクイブル（Quibble）と名乗るキャラクターも登場するが見た目に違いはない。
青頭巾の民 (Order of the Blue Robes)
フードつきの青いローブで全身を覆っている人々。時空を超越した場所「時の塔」に滞在している。以下の「店長」「予言者」「芸術家」の3人は三賢者と呼ばれる。
元々は任務を終えたかつての使者たちで、次の使者に巻物を託したのちに青頭巾の民となって隠遁し新たな任務を見守っている。
店長 (The Shopkeeper)
各エリアにあるゲートと繋がっている店で主人公を待つ青頭巾の民。新たなアイテムや能力を提供する。主人公との会話では、主人公が現在いるエリアの情報や「面白い話」と称する教訓めいた物語を語る。
「Picnic Panic」に登場する際にはローブの上にレイと腰みのを身に着けた南国風の姿をしている。
予言者 (The Prophet)
長身で細身の青頭巾の民。2つの時代を行き来しながら使者が戦うという自身の予知夢を信じ、主人公に協力する。物語後半では予言と称し、収集要素であるオルゴールの旋律のありかを抽象的な表現で伝える。
芸術家 (The Artificer)
小柄で太めの青頭巾の民。主人公が挑むことになる時の塔の試練の設計者で、塔の頂上で「アレをやる（do the thing）」（＝「太古の巨人」（後述）を出現させる）ことを熱望している。
鉄頭巾 (The Iron Hood)
「Picnic Panic」の配信以降に本編で新たに登場する大柄の青頭巾の民。店長の店の地下に隠れながら敵キャラクターの姿をかたどったフィギュアを自作し、一定数の時のかけらと引き換えに主人公に提供する。
フォビキン (Phobekin)
ヘルメットをかぶり大工道具を持っている種族。
「シッコワ」「セマッコワ」「タカッコワ」「ヒッコワ」の4体が恐怖心の呪いにかかり、恐れているものに関係する場所で動けなくなっているが、主人公が全員を助けると「絶望の寺院」にある壊れた橋を修復する。
「Picnic Panic」では、ブードゥキン島の浜辺でピクニックをしている最中に突然現れたバラマセーゼルにより誘拐されてしまう。
シッコワ (Necro)
ハンマーを持ったフォビキン。死を恐れ「地下墓地」に留まっている。
セマッコワ (Claustro)
のこぎりを持ったフォビキン。狭い場所を恐れ「竹の渓流」に留まっている。
タカッコワ (Acro)
スコップを持ったフォビキン。高い場所を恐れ「雲の遺跡」に留まっている。
ヒッコワ (Pyro)
スパナを持ったフォビキン。火を恐れ「灼熱の岩山」に留まっている。
Alektoro
「Picnic Panic」に登場する、巻き尺を持ったフォビキン。
名前はゲーム内では明かされないが、コミュニティサイトで名前について質問されたSabotage Studioが「Alektoro」と回答している。
マスク (Mask)
「Picnic Panic」に登場する、喋る仮面。収集アイテムの「ブードゥーの羽根」と「ブードゥーのマスク片」を店長の店にある祭壇に全て捧げると姿を現す。非常に陽気でジョーク好きだが、主人公と店長からは呆れられる。
「New Game+」のプレイ時に主人公が話しかけると「契約」を持ち掛けてくる。これを受諾すると主人公が「闇の使者」（後述）の姿に変身し攻撃力3倍かつライフ2倍となる力を得るが、代償として死亡後に即ゲームオーバーとなる。

### ボスキャラクター
葉っぱの化け物 (Leaf Monster)
体中を葉っぱで覆った人型の怪物。「紅葉の丘」のボス。
戦闘では、上段と下段に移動しながら葉っぱの塊を主人公に向けて高速で放つ。
ラクスティン (Ruxxtin)
骸骨姿の自称ネクロマンサー。喋る杖を持っている。「地下墓地」のボス。また、ボス戦までの道中でたびたび現れて敵を出現させ主人公の行く手を塞ぐ。
主人公の巻物を奪おうと戦いを仕掛けるが、撃破後は改心し二度と悪事を働かないことを誓う。500年後の未来ではすでに永眠しているが、杖はラクスティンから主人公への協力を託され「氷河山」の頂上で待っている。
戦闘では、上段にいる時には大量の光弾を降らせ地上では杖から光弾を連続で放つ。また、空中を左右に飛行するどくろ型のボートに乗り地上へ向けてレーザーを発射する攻撃も行う。
「Picnic Panic」では、長身に見せるために装着していた竹馬がタコのオクト（後述）に奪われ、これを取り返す事も兼ねて、主人公をどくろ型のボートに乗せてブードゥキン島まで運ぶ。
エメラルドの塊人 (Emerald Golem)
緑色に輝く岩の巨人。「雄叫び洞窟」のボス。
本体は内部にいる緑色の球体の精霊で、巨人の外殻を用いて洞窟を掘っていた時に主人公が現れやむを得ず戦闘する。戦闘後、巨人を破壊したことを主人公が謝罪し精霊はこれを受け入れるが、主人公が立ち去った後に悔やむ表情をする。
戦闘前半では大きな両腕を動かして主人公を押し潰そうとする。後半では床が崩れて巨人が消滅し、主人公は落下し続けながら精霊を攻撃することになる。
トゲの女王 (Queen of Quills)
緑色の体色をした人物。「堕落者（Fallen）」とも呼ばれる。クアブルに似た姿の悪魔クイルブル（Quillble）を連れている。「トゲ茸の沼」のボス。
かつては使者として活動する修行僧だったが、「原始の恐怖（Primal Fear）」という怪物と戦った際に呪いを受け悪に染まっている。物語後半で蝶の女王（後述）が遣わした魔法のホタルの力により呪いが解け、以降は主人公に協力する。
戦闘では、空中にある4つの吊り輪の間を素早く飛び回りながら種子をばらまいて植物型の敵を出現させ、地上にいる時には大量のトゲを左右に放つ攻撃や鞭による近接攻撃も行う。
コロス (Colos) / サセス (Suses)
一つ目の巨人のコンビ。体色はコロスが赤でサセスが緑。「灼熱の岩山」のボス。
巻物を持つ主人公の力を試そうと戦いを挑み、戦闘後には力を認めて主人公を目的地の「氷河山」まで投げ飛ばす。鍋料理に入れると魔法の力が湧くという花「力のあざみ」を欲している。
戦闘では1体ずつ戦うことになり、定期的に相手が入れ替わる。コロスは体当たり攻撃を、サセスは腰巻を鞭代わりに用いる攻撃を行い、両者共通の攻撃として岩の投げつけも行う。
太古の巨人 (Arcane Golem)
青頭巾の三賢者が融合した巨大な姿。「時の塔」のボス。「太古の巨人」の名前はゲーム内では明かされず、実績要素の中で記載されている。
主人公の使者としての資質を図る「力の試練」として戦うことになる。後述のように、以降の物語でも出現する場面がある。
戦闘では、大きな両手を動かして主人公を弾き飛ばしたり手のひらから下向きにビームを放ったりする攻撃や、光弾を主人公に向けて複数放ったり戦場に配置したりする攻撃などを行う。
マンフレッド (Manfred)
飛竜。「雲の遺跡」のボス。体色は戦闘前が赤、戦闘後が青。
バラマセーゼルに操られて主人公に襲い掛かるが撃破後に自我を取り戻し、後に主人公がバラマセーゼルとの戦闘で絶体絶命となった際には窮地を救う。また、物語後半では氷漬けになっているが主人公により救出される。
戦闘では、空中を飛び回りつつ主人公に向けて突進したり画面端から炎を吐いたりする。雲の足場はマンフレッドが突き抜けた場所が消滅する。
バラマセーゼル (Barma'thazël)
悪魔王の配下。「悪魔将軍（Demon General）」とも称される。「冥界」のボス。
物語冒頭で悪魔王から主人公の監視を命じられて以降、別の姿を装って主人公とたびたび対決し、マンフレッドとの戦闘終了直後に現れた際に正体を明かす。
戦闘は2本の剣による攻撃がメインで、地上や空中からの突進攻撃のほか、壁に突き刺した剣の柄から炎を噴出させたり、剣そのものが飛び回りながら主人公を追尾したりといった攻撃もある。
「Picnic Panic」では、誘拐したフォビキンたちを怖がらせ、恐怖心を糧にする「魔法のタネ」を成長させようと目論む。
蝶の女王 (Butterfly Matriarch)
巨大な蝶。自らを「美の化身」と称している。「Rivière Turquoise（ターコイズ大河）」のボス。
しとやかな言葉で主人公に近づくが、魔法のホタルの力により、悪魔に浸食された過去の醜いコウモリの姿が暴かれる。戦闘後に正気に戻ると主人公にホタルを供し、かつて森を救った修行僧（トゲの女王）に思いを馳せる。
戦闘は過去と未来が切り替わりながら進行する。過去のコウモリ形態では当たると操作が左右逆になる超音波や小さなコウモリを放つ攻撃を空中から行う。ホタルの力で一時的に未来になると蝶の形態で鱗粉を振りまき隠れた足場が見えるようになる。
時計仕掛けの守り人 (Clockwork Concierge)
執事のような姿をした巨大なロボット。「万象の浮遊島」のボス。
悪魔王の力で悪に染まっているが、撃破後に正気に戻る。マンフレッドから憧れを持たれており、「Picnic Panic」の冒頭ではマンフレッドが時計仕掛けの守り人のもとで修業しているとの現状がラクスティンから語られる。
戦闘は、主人公を背中に乗せたマンフレッドを操作する横スクロールシューティングゲームの形式で行われる。時計仕掛けの守り人は肩・腹・両手指からミサイルや砲弾を発射し、腰から飛行物体を放つ。
悪魔王 (Demon King)
4つの頭を持つ巨大な悪魔。「絶望の寺院」のボス。
悪魔軍を引き連れて500年ごとに現れ人類を苦しめ続けている。頭の1つが被っている王冠は、後述のエリア「歪んだ未来」に繋がるゲートを開く鍵になっている。
戦闘前半では翼で空中を飛びながら地面へ向けてそれぞれの頭の口から炎を吐き出す。戦闘後半では巨大な一つ目を持つ怪物へと姿を変えて急激に上昇し、主人公が小型ロケットに掴まりながら追いかける展開となる。
Abomination
全身が見えないほど巨大な魔物。「歪んだ未来」のボス。名前はゲーム内では明かされないが、コミュニティサイト等で用いられている「Abomination」を本項での暫定名としている。
主人公がエリアの奥に到達した直後に水中から現れ、主人公を執拗に追跡する。エリア脱出後の主人公は魔物のことを「形容しがたいほど、おぞましい魔物」と表現している。
戦闘ではボスを倒すことはできない。画面右から迫ってくるボスに追いつかれないように左方向へ走り続けながら、道中に留まっている魔法のホタルの力で地形に穴をあけて進路を作り、エリアの入口まで到達すればクリアとなる。
ファントム (Phantom)
悪魔により呪いの仮面を装着させられた、人類のかつてのリーダー。「オルゴール」に登場する最終ボス。
その昔、妻のミューズ（Muse）とともに悪魔軍に対抗していたが、妻が殺害され自身は妻の形見であるオルゴールの内部に囚われてしまう。そうした中で、正気を取り戻す寸刻を用いて巻物に解呪の手段を記し隠れ里へ送り飛ばす。
戦闘では光弾を放つ攻撃や分身攻撃のほか、巨大な仮面が現れ周囲にビームを発射する攻撃も行う。撃破後には、三賢者と主人公、修行僧、ファントムが融合した太古の巨人が巨大な仮面と対決するイベント戦が行われる。
オクト (Octo)
「Picnic Panic」に登場する巨大なタコ。「大海原」のボス。
養子として育てていたラクスティンが自分のもとを離れネクロマンサーかぶれの活動を続けていることに寂しい思いをしている。戦闘後にはパートナーのパイ（Pi）の励ましを受け、お互いの触手同士を合わせる触手タッチをする。
戦闘では、主人公が乗っているどくろ型のボートを操作する。オクトは複数の触手を放ったり墨を吐き出したりして攻撃し、戦闘の進行により、機雷を飛ばしたり障害物の岩場を作り出したりする行動もとる。
ブードゥートーテム (Voodoo Totem)
「Picnic Panic」に登場する巨大なトーテム。「ブードゥキン浜」のボス。「ブードゥートーテム」の名前はゲーム内では明かされず、実績要素の中で記載されている。
エメラルドの塊人と同じく、内部にいる緑色の精霊が本体。戦闘後、トーテムを破壊したことを主人公が謝罪し精霊はこれを受け入れるが、主人公が立ち去った後に悔やむ表情をする。
戦闘では、トーテムの頭部分1段と胴体部分3段が分離して飛び回りながら様々な攻撃を行う。
闇の使者 (Dark Messenger)
「Picnic Panic」に登場する、主人公と瓜二つの存在。「火の山」の頂上にある祭壇で、バラマセーゼルにより「闇のクアブル（Dark Quarble）」とともに創り出された。「ブードゥーの心臓」のボス。
戦闘では直接戦うわけではなく、選択されたコースを並走しゴール地点のブードゥー像に先に到達すれば勝ちという対決を繰り返す5戦先勝方式で行われる。
Barma'thething
バラマセーゼルと闇の使者が融合した巨大な姿。「Picnic Panic」の最終ボス。名前はゲーム内では明かされないが、コミュニティサイト等で用いられている「Barma'thething」を本項での暫定名としている。
戦闘では主人公と三賢者が融合して太古の巨人となり、ボクシングゲーム『パンチアウト!!』のような形式のボクシング対決が行われる。ダウンを先に3回奪ったほうの勝利となる。

## 開発
Sabotage Studioは自分たちが開発するゲームソフトについて「レトロビジュアルと現代的ゲームデザインの融合」というコンセプトを掲げており、本作にもそれが反映されている。例えば、往年のアクションゲームのように主人公が死亡してコンティニューするシステムを現代のゲームに組み込むのは厳しいが死亡時のペナルティがなければ手応えが失われるという問題の解決策として、主人公の死の直前にクアブルがテレポートで脱出させた後に代償を払うまでまとわりつくというゲームデザインにした。また、主人公の移動、方向転換、跳躍、落下速度などプレイヤーの想定する動きについてひとつずつ徹底的に対応することで、きびきびした操作感を実現している。
本作はディレクターのThierry Boulangerが8歳だった時に作りたかったゲームを形にしたもので、主人公は格好いいけれどボスなどは「ちょっとバカ」というようなユーモアのあるシナリオにそれが現れており、子供特有のものを世界にさらけ出すことの難しさを感じつつもちゃんと出せたことを嬉しく思っていると語っている。また、Boulangerは『忍者龍剣伝』シリーズの中でも特に『忍者龍剣伝II 暗黒の邪神剣』が好きで、子供の頃に遊んでいた時の楽しさや幸せを『The Messenger』を通じて若いユーザーに届けたいと思って制作したとも語っている。

## 受賞
- Montreal Independent Game Awards 2017 「Gameplay Design」「Music」受賞[8]
- GDC Best of The MIX - GDC Week 2018 「Judge's Pick」第1位[9]
- DualShockers' E3 2018 Awards 「Best Indie Game」受賞[10]
- The Game Awards 2018（英語版） 「Best Debut Indie Game」受賞、「Best Independent Game」ノミネート[11]

## エピソード
- 『忍者龍剣伝』ディレクターの吉沢秀雄と作曲家の山岸継司は本作のことを発売前の時期に知って興味を持ち、日本のBitSummitで本作が出展された際にブースを訪れたところ、Sabotage Studioのメンバーからすぐに発見され歓迎を受けた。その後、発売直前には、吉沢と山岸の2人による本作のプレイ動画がDevolver Digitalより公開された[12][13]。
- 本作の発売に合わせて、Devolver Digitalは本作を実写化した短編動画『The Messenger - Shinobi No Kikan』を公開した[14]。